# فن جبال وايت

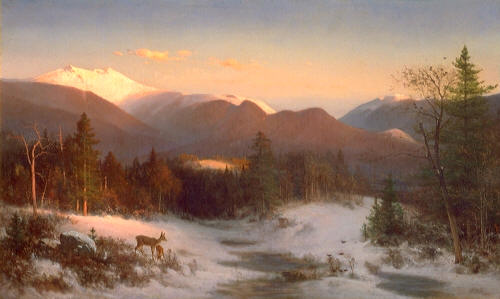
لوحة «جبل لافاييت في الشتاء» (1870) لتوماس هيل (1829–1908)

فن جبال وايت هو مجموع الأعمال التي أنتجها خلال القرن التاسع عشر أكثر من أربعمئة فنان صوروا مشاهد المناظر الطبيعية لجبال وايت في نيو هامبشاير من أجل الترويج للمنطقة، وبالتالي بيع أعمالهم الفنية.
في الجزء الأول من القرن التاسع عشر، غامر فنانون بالذهاب إلى جبال وايت في نيو هامبشاير لرسم الاسكتشات والتصوير. انجذب العديد من الفنانين الأوائل إلى المنطقة بسبب مأساة عائلة ويلي عام 1826، التي فقد فيها تسعة أشخاص حياتهم في انهيار وحليّ. صورت هذه الأعمال المبكرة برية جبلية مثيرة ووحشية. يصف الدكتور روبرت ماكغراث لوحة توماس كول (1801–1848) بعنوان نظرة من بعيد على الانزلاق الذي دمر عائلة ويلي: «... تشير مجموعة الجذوع المكسورة والصخور المنحرفة، جنبًا إلى جنب مع العاصفة المتجمعة، إلى وحشية الموقع إذ يستحضر محيطًا ملائمًا للظلام والخراب». أثارت الصور خيال الأمريكيين، خاصة هؤلاء من المدن الكبيرة في الشمال الشرقي، الذين سافروا إلى جبال وايت لمشاهدة هذه المشاهد بأنفسهم. وسرعان ما تبعهم آخرون: أصحاب النُزُل والكتاب والعلماء والمزيد من الفنانين. أصبحت جبال وايت نقطة جذب رئيسية للسياح من ولايات نيو إنجلاند وخارجها. كما أتاح تداول اللوحات والمطبوعات التي تصور المنطقة بين أولئك الذين لم يتمكنوا من الزيارة، بسبب نقص الوسائل أو المسافة أو الظروف الأخرى، تقدير جمالها.
تحسَّنت وسائل النقل إلى المنطقة؛ بُنيت النُزُل ولاحقًا فنادق المنتجع الكبرى، مع استكمال الفنانين المقيمين. روَّج بنجامين شامبني (1817-1907)، أحد الفنانين الأوائل، لوادي كونواي. فضل فنانون آخرون منطقة فرانكونيا، بينما غامر آخرون بالذهاب إلى غورهام وشيلبورن ومجتمعات الشمال. رغم تصوير هؤلاء الفنانين جميعهم لمشاهد مماثلة داخل جبال وايت، إلا أن كل فنان لديه أسلوب فردي يميز عمله. ومع ذلك، أصبحت لوحات المناظر الطبيعية هذه المصوّرة في تقليد نهر هدسون، خارج تفضيلات الجمهور في نهاية المطاف، وبحلول نهاية القرن، انتهى عصر فن جبال وايت.

## مأساة جبل ويلي

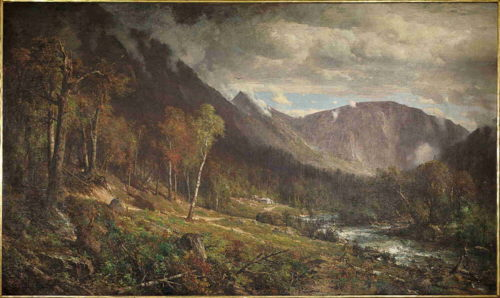
لوحة «كروفورد نوتش» (1872) لتوماس هيل (1829–1908) من مقتنيات جمعية نيو هامبشير التاريخية.

في 28 أغسطس 1826، تسببت الأمطار الغزيرة في جبال وايت في حدوث انزلاق وحليّ على جبل ويلي. عاش الزوجان ويلي مع أطفالهما الخمسة في منزل صغير في أخدود بين جبليّ ويلي ووبستر. قاموا بإخلاء منزلهم بمساعدة رجلين مستأجرين للهروب من الانهيار الأرضي، لكن جميع أفراد عائلة ويلي السبعة والرجلين المستأجرين لقوا حتفهم في الانهيار الجليدي. بقيَّ منزل ويلي قائمًا. وجد رجال الإنقاذ في وقت لاحق كتابًا مقدسًا مفتوحًا على طاولة في المنزل ، يشير إلى أن العائلة تراجعت على عجل.
انتشرت أخبار مأساة ويلي بسرعة في جميع أنحاء البلاد. خلال السنوات التي تلتها، أصبحت موضوعًا للأدب والرسومات والتاريخ المحلي، والمجلات العلمية، واللوحات. ومن الأمثلة على ذلك لوحة توماس هيل (1829-1908) بعنوان «كروفورد نوتش»، موقع مأساة ويلي قبل الانزلاق. بدأت كارثة جبل ويلي إدراكًا جديدًا بالمشهد الأمريكي والبرية البكر في جبال وايت.

## فنانو جبال وايت بارزون
- ألبرت بيرشتات
- جورج لورينغ براون
- هاريسون بيرد براون
- توماس كول
- توماس دوغاتي
- آشر براون دوراند
- ألفان فيشر
- فرنسيس سيث فروست
- جورج ألبرت فروست
- سانفورد روبنسون غيفورد
- ويليام هارت
- وينسلو هومر
- جورج إنس
- ديفيد جونسون
- جون دبليو. أ. سكوت